# NGC 1225
NGC 1225 (również PGC 11766) – galaktyka spiralna (Sb), znajdująca się w gwiazdozbiorze Erydanu. Odkrył ją w 1886 roku Francis Leavenworth.